# Lukáš Skovajsa
Lukáš Skovajsa (* 27. března 1994, Trenčín) je slovenský fotbalový obránce od roku 2012 působící v A-týmu FK AS Trenčín.

## Klubová kariéra
Svou fotbalovou kariéru začal v FK AS Trenčín, kde se v roce 2012 dostal přes mládež do prvního týmu.
V sezóně 2014/15 se stal mistrem Fortuna ligy a vítězem slovenského poháru. V sezóně 2015/16 s týmem Trenčína obhájil double, prvenství ve slovenském poháru i v lize.

## Reprezentační kariéra
Se slovenskou „jedenadvacítkou“ slavil v říjnu 2016 postup z kvalifikace na Mistrovství Evropy 2017 v Polsku. Trenér Pavel Hapal jej zařadil v červnu 2017 do 23členné nominace na šampionát v Polsku.